# Kopolimery
Kopolimery – rodzaj polimerów, których łańcuchy zawierają dwa lub więcej rodzajów merów. W odróżnieniu od kopolimerów, polimery zawierające tylko jeden rodzaj merów nazywa się często homopolimerami. Głównym powodem otrzymywania kopolimerów są ich szczególne własności fizyczne, których nie mogą mieć homopolimery i ich proste mieszaniny zawierające te same mery.

## Podział
W zależności od układu monomerów różnego typu w polimerze wyróżnia się kopolimery:
- statystyczne (bezładne, losowe) – mery są losowo „porozrzucane” wzdłuż łańcucha, mniej więcej tak jak kolory kart w dobrze potasowanej talii; przykładowy łańcuch: ABBABAABBAABABABBAABBAAAB
- gradientowe – rozkład merów jest też dość losowy, ale patrząc wzdłuż łańcucha polimeru daje się zauważyć, że na jednym z jego końców dominują mery A, a na drugim mery B; przykładowy łańcuch: AAABAAABABABABBABBBABBBB
- naprzemienne – mery A i B występują naprzemiennie (po merze A jest zawsze B, a po B jest zawsze A); przykładowy łańcuch: ABABABABAB
- blokowe – mery A i B występują w blokach, które mogą mieć różny charakter, co jest kryterium dalszego ich podziału:
  - diblokowe – w których istnieją tylko dwa duże bloki merów A i B; przykładowy łańcuch: AAAAAAAABBBBBB
  - multiblokowe – w których istnieje więcej niż jeden blok, te z kolei można jeszcze podzielić na:
    - multiblokowo-regularne – w których występują 3-4 długie bloki; przykładowy łańcuch: AAAAAAAABBBBBBAAAAAAA
    - multiblokowo-naprzemienne – w których występują naprzemiennie krótsze lub dłuższe, ale regularne bloki merów; przykładowy łańcuch: AAABBBAAABBBAAABBB
    - multiblokowo-statystyczne – w których bloki mają różną, losową długość; przykładowy łańcuch: AAAABBBBBBBABBBBBBAAABBBBBAAAA
- szczepione – w których do głównego łańcucha polimeru są przyczepione boczne odgałęzienia zbudowane z innych merów niż główny łańcuch.

Ponadto w zależności od liczby rodzajów monomerów wyróżnia się:
- bipolimery (2 monomery)
- terpolimery (3 monomery)
- kwaterpolimery (4 monomery)

## Właściwości fizyczne
Właściwości kopolimerów prawie nigdy nie są prostą wypadkową homopolimerów zawierających te same mery.
Kopolimery statystyczne i naprzemienne posiadają zwykle mniejszy stopień krystaliczności i niższe temperatury mięknięcia od obu wyjściowych homopolimerów. Przy odpowiednim doborze kombinacji merów mają one jednak często dużo lepsze własności mechaniczne (zwłaszcza podwyższoną udarność). Typowy przykład kopolimeru statystycznego to SAN, który jest dość przeźroczysty, ale nie tak kruchy jak sam poliakrylonitryl. Innym dobrze znanym przykładem jest kopolimer ABS (akrylonitryl-butadien-styren), łatwy w formowaniu, a jednocześnie mający bardzo dobrą wytrzymałość na rozciąganie, połączoną z dużą udarnością.
Kopolimery blokowe, które znacznie trudniej otrzymać niż statystyczne i naprzemienne, cechują się zdolnością do mikroseparacji bloków. W stopie bloki merów mają tendencje do krystalizowania razem z sobą, co daje w efekcie materiały o budowie warstwowej – nieco podobne do tradycyjnych kompozytów, ale w których warstwy nie są z sobą sklejone, lecz tworzą jeden lity blok materiału. Tego typu materiały często posiadają wyjątkowo dobre właściwości mechaniczne oraz charakteryzują się anizotropią.
Jeśli w kopolimerze występują długie bloki o właściwościach hydrofobowych wraz z blokami o właściwościach hydrofilowych, całość uzyskuje właściwości amfifilowe, które mogą być wykorzystywane na różne sposoby, przykładowo do produkcji farb emulsyjnych, jako środki czyszczące, warstwy zapobiegające zaparowaniu szyb.
Kopolimery szczepione otrzymuje się zwykle na bazie biopolimerów, po to aby zmodyfikować ich własności. Na przykład często stosowanym zabiegiem w przemyśle skórzanym jest szczepienie skóry (a ściśle biorąc tworzących ją polipeptydów) za pomocą poliakrylanów, co powoduje wygładzanie i trwałe nabłyszczenie powierzchni, przy zachowaniu tradycyjnych walorów użytkowych.